# كنج عثمان (البحيرة)
قرية كنج عثمان هي إحدى القرى التابعة لمركز كفر الدوار في محافظة البحيرة في جمهورية مصر العربية. حسب إحصاءات سنة 2006، بلغ إجمالي السكان في كنج عثمان 9249 نسمة، منهم 4532 رجل و4717 امرأة.